# باشگاه فوتبال وگالتا سندای
باشگاه فوتبال وگالتا سندای (انگلیسی: Vegalta Sendai) یک باشگاه فوتبال از ژاپن است که در شهر سندای استان میاگی قرار دارد.

## پیونده به بیرون
- (به ژاپنی) Vegalta Sendai Official Website